# 長崎新聞
長崎新聞（ながさきしんぶん, The Nagasaki Shimbun）は、長崎県の県域日刊新聞。

## 概要
配達エリアには五島、壱岐、対馬と離島を多く抱えている、電波銀座地域も抱えるため第2テレビ欄の掲載局数は地方紙としては比較的多い部類に入る。かつては離島など船便地区は当日朝配達が不可能だったため「明日のテレビ」欄（休刊日は明後日のテレビ欄を含め3日分）を古くから設けていた。現在、長崎県域に配達される新聞（全国紙（※朝日新聞と産経新聞九州・山口版と日本経済新聞以外）、ブロック紙を含む）に「明日のテレビ」欄がある理由はこの名残である（奄美・大隅地方など離島が多い鹿児島県の南日本新聞も同様）。
新聞事業以外に、2000年より佐賀新聞と共同で「佐賀新聞・長崎新聞インターネット」の名称でインターネットサービスプロバイダ（ISP）事業も行っている（元々佐賀新聞が単独で行っていたISP事業に長崎新聞が相乗りした形）。

## 沿革
- 1889年（明治22年）9月23日 - 日刊「長崎新報」を創刊。西濱町（西浜町）に発行所を置き、社長には家永芳彦が就任。
- 1892年（明治25年） - 2代目社長に横山寅一郎が就任。
- 1910年（明治43年）夏 - 一時発行を停止。その後「長崎日日新報社」を設立。
- 1911年（明治44年）3月18日 - 長崎日日新報を「長崎日日新聞」に改題し、復刊。社長は城野威臣（元・長崎県議会議長）。以後、一時期姉妹紙として佐世保日日新聞を発行。
- 1942年（昭和17年）4月1日 - 長崎民友新聞・軍港新聞・島原新聞と国策の一県一紙令で強制的に統合され、「長崎日報」を発刊。
- 1945年（昭和20年）
- 7月 -「長崎新聞」に改題。
- 8月9日 - 長崎に原子爆弾が投下される。投下直後の火災の延焼により、本社社屋が全焼[2]。
- 1946年（昭和21年）12月9日 - 長崎新聞が解体され、「長崎日日新聞」、長崎民友新聞、佐世保時事新聞、新島原新聞の4社に分離。
  - 長崎日日新聞は船津町（現・恵美須町）で印刷を開始。社長は渡貫良治。
- 1959年（昭和34年）1月15日 - 新長崎民友新聞社と合併し、「長崎新聞社」が発足。「長崎新聞」と改題。
- 社長は市川謙一郎。従来の6ページ建て朝刊の他、新たに4ページ建て夕刊を長崎市のみ発行。
  - 長崎民友新聞社のあった出島町（出島商館跡）に移転。
- 1968年（昭和43年）8月1日 - 長崎時事新聞社を吸収合併。長崎県唯一の県紙となる。
- 1980年（昭和55年）6月25日 - 長崎市茂里町（現在地）の旧・三菱製鋼所跡地に新社屋の一部（鉄筋コンクリート造3階建ての印刷工場棟）が完成。
- 1980年（昭和55年）11月24日 - 社屋全てが完成し、新社屋での業務を開始（出島復元事業のために出島町から移転する形となる）。
- 1980年（昭和55年）12月3日 - 新社屋落成式を挙行。
- 1989年（平成元年） - 創刊100周年を迎える。
- 1993年（平成5年）6月1日 - 夕刊を廃止し、朝刊単独紙となる。
- 2007年（平成19年）- 1部売りを110円から130円へ値上げ。
- 2009年（平成21年）1月5日 - 創刊120周年を記念し、マスコットキャラクター（アヒとプイプイ）を制定。
- 2010年（平成22年） 4月 -第16回平和・協同ジャーナリスト基金(PCJF)賞「安保改定50年～米軍基地の現場から」沖縄タイムス・神奈川新聞共同企画
- 2011年（平成23年） 1月 -第15回新聞労連ジャーナリスト大賞優秀賞「安保改定50年～米軍基地の現場から」沖縄タイムス・神奈川新聞共同企画

## 人物
- 黒川紀章 - 本社社屋を設計
- 西岡武夫 - 元取締役
- 原研哉 - 長崎新聞広告賞審査委員長
- 福山雅治 - 少年時代に新聞配達
- 藤原繁太郎 - 元社長
- 松園尚巳 - 元社長
- 高橋信雄 - 元論説委員長

## 不祥事
- 2018年11月、長崎新聞社の社長徳永英彦が就任前の社内懇親会で、営業局の女性社員らに性的な発言をしていたことが分かった。同社は発言を「不適切」と判断したが、女性に被害者感情がないなどとし、「セクハラに当たらず、処分もしない」という[3]。
- 2023年10月29日投開票の大村市長選挙に関する報道で、インターネットで落選した候補に当選確実とする配信を行った。長崎新聞はミス発覚後、直ちに訂正するとともに同月31日付けの朝刊を通じ、技術的なミスで誤って配信したことを伝えた[4]。

## 事業所

### 本社
〒852-8601 長崎県長崎市茂里町3番1号（北緯32度45分51.4秒 東経129度51分46.7秒 / 北緯32.764278度 東経129.862972度）

### 支社
県外
- 東京支社 - 〒104-0061 東京都中央区銀座8-9-16 長崎センタービル7階
- 大阪支社 - 〒530-0003 大阪府大阪市北区堂島1-1-5 梅田新道ビル10F
- 福岡支社 - 〒810-0004 福岡県福岡市中央区渡辺通4-9-18 福岡酒販ビル5F

県内
- 佐世保支社 - 〒857-0051 長崎県佐世保市浜田町2-28

### 支局
長崎県内に14支局ある。
- 諌早支局 - 〒854-0006 長崎県諌早市天満町22番13号
- 大村支局 - 〒856-0826 長崎県大村市東三城町11番3号
- 島原支局 - 〒855-0046 長崎県島原市今川町1862番12号
- 五島支局 - 〒853-0004 長崎県五島市幸町1番15号
- 平戸支局 - 〒859-5153 長崎県平戸市戸石川町字比丘尼橋491番7号
- 松浦・江迎支局 - 〒859-4502 長崎県松浦市志佐町里免319番1号
- 南島原支局 - 〒859-2503 長崎県南島原市口之津町丁5611番5号
- 雲仙支局 - 〒854-0515 長崎県雲仙市小浜町北野1081番6号
- 東彼支局 - 〒859-3614 長崎県東彼杵郡川棚町中組郷1503番2号
- 西海支局 - 〒857-2302 長崎県西海市大瀬戸町瀬戸樫浦郷2278番4号
- 上五島支局 - 〒857-4211 長崎県南松浦郡新上五島町有川郷463番3号
- 対馬支局 - 〒817-0022 長崎県対馬市厳原町国分1377番地1
- 西彼中央支局 - 〒851-2107 長崎県西彼杵郡時津町久留里郷字新開1439番55号
- 壱岐支局 - 〒811-5132 長崎県壱岐市郷ノ浦町東触506番3号

## 関連放送局
- 長崎放送（NBC）- 長崎新聞からの同局への出資比率は少ない一方、逆に長崎新聞社の大株主となっている。
- 長崎文化放送（ncc）- 平成新局、特にテレビ朝日系列局を関連放送局に持つ県域新聞社は全国でも希有。

## テレビ欄

### 最終面・第1テレビ欄
- フルサイズ：NHK総合（長崎）、NHKEテレ（同）、NCC、NBC、KTN、NIB
- ハーフサイズ：NHK BS、NHK BSP4K

### 中面・第2テレビ欄
- 地上波クォーターサイズ：KBC九州朝日、RKB毎日、FBS福岡、TNC西日本、テレQ、KAB熊本朝日、TKUテレビ熊本、RKK熊本、KKTくまもと県民、STSサガテレビ
- BSクォーターサイズ：BS日テレ、BS朝日、BS-TBS、BSテレ東、BSフジ、WOWOWプライム、WOWOWライブ、WOWOWシネマ、BS11 イレブン、BS12 トゥエルビ
- きょうのケーブルテレビ：長崎ケーブルメディア、テレビ佐世保、3sunてれび、おおむらテレビ、Cテレビ島原、ひまわりてれび、五島テレビ
- あすのテレビ：NHK総合、NHKEテレ、NBC、NIB、NCC、KTN、NHK BS、NHK BSP4K
- ラジオ：RKK熊本、KBC九州朝日、RKB毎日、ラジオNIKKEI、NHK①（長崎）、NHK②（同）、NHK-FM、FM長崎、NBC長崎（長崎本局）
- コミュニティーFM：長崎市民FM、FMさせぼ、FM諫早、FMしまばら、FMひまわり